# Tití del llac Baptista
El tití del llac Baptista (Plecturocebus baptista) és un primat platirrí de la família dels pitècids. Antigament se'l considerava una subespècie del tití de Hoffmanns (amb el nom Callicebus hoffmannsi baptista), però actualment el consens científic és que el tití del llac Baptista és una espècie a part.
Aquest tití és endèmic d'una estreta franja de bosc amazònic del centre del Brasil, a la riba oriental del riu Purus, al llarg de la part terminal del seu curs, fins a la fusió del riu amb l'Amazones i a la ciutat de Manaus.